# Dassi (Bogo)
Pour les articles homonymes, voir Dassi (homonymie).
Dassi est une localité du Cameroun située dans l'arrondissement de Bogo, le département du Diamaré et la région de l’Extrême-Nord. 

## Population
En 1975, la localité comptait 67 habitants, des Peuls.
Lors du recensement de 2005, on y a dénombré 179 personnes.